# Saint-Witz
Saint-Witz ist eine französische Gemeinde mit 2.511 Einwohnern (Stand: 1. Januar 2022) im Département Val-d’Oise in der Region Île-de-France; sie gehört zum Arrondissement Sarcelles und zum Kanton Goussainville. Die Einwohner werden Wézien(ne)s (auch: Vézéen(ne)s) genannt.

## Geographie
Saint-Witz liegt etwa 30 km nordnordöstlich von Paris an der Grenze zum Département Oise.
Umgeben wird Saint-Witz von den Nachbargemeinden Survilliers im Norden und Nordwesten, Plailly im Norden und Osten, Vémars im Süden und Südosten, Villeron im Süden und Südwesten sowie Marly-la-Ville im Westen.
Durch die Gemeinde führt die Autoroute A1.

## Geschichte
Die strategisch günstige Lage in den Hügeln von Montmélian auf dem früheren Handelsweg von Paris nach Flandern begünstigte die Entwicklung des Ortes.
| Bevölkerungsentwicklung | Bevölkerungsentwicklung | Bevölkerungsentwicklung | Bevölkerungsentwicklung | Bevölkerungsentwicklung | Bevölkerungsentwicklung | Bevölkerungsentwicklung | Bevölkerungsentwicklung | Bevölkerungsentwicklung |
| ----------------------- | ----------------------- | ----------------------- | ----------------------- | ----------------------- | ----------------------- | ----------------------- | ----------------------- | ----------------------- |
| Jahr                    | 1962                    | 1968                    | 1975                    | 1982                    | 1990                    | 1999                    | 2006                    | 2017                    |
| Einwohner               | 161                     | 163                     | 355                     | 2027                    | 2074                    | 1925                    | 2565                    | 2383                    |

## Sehenswürdigkeiten

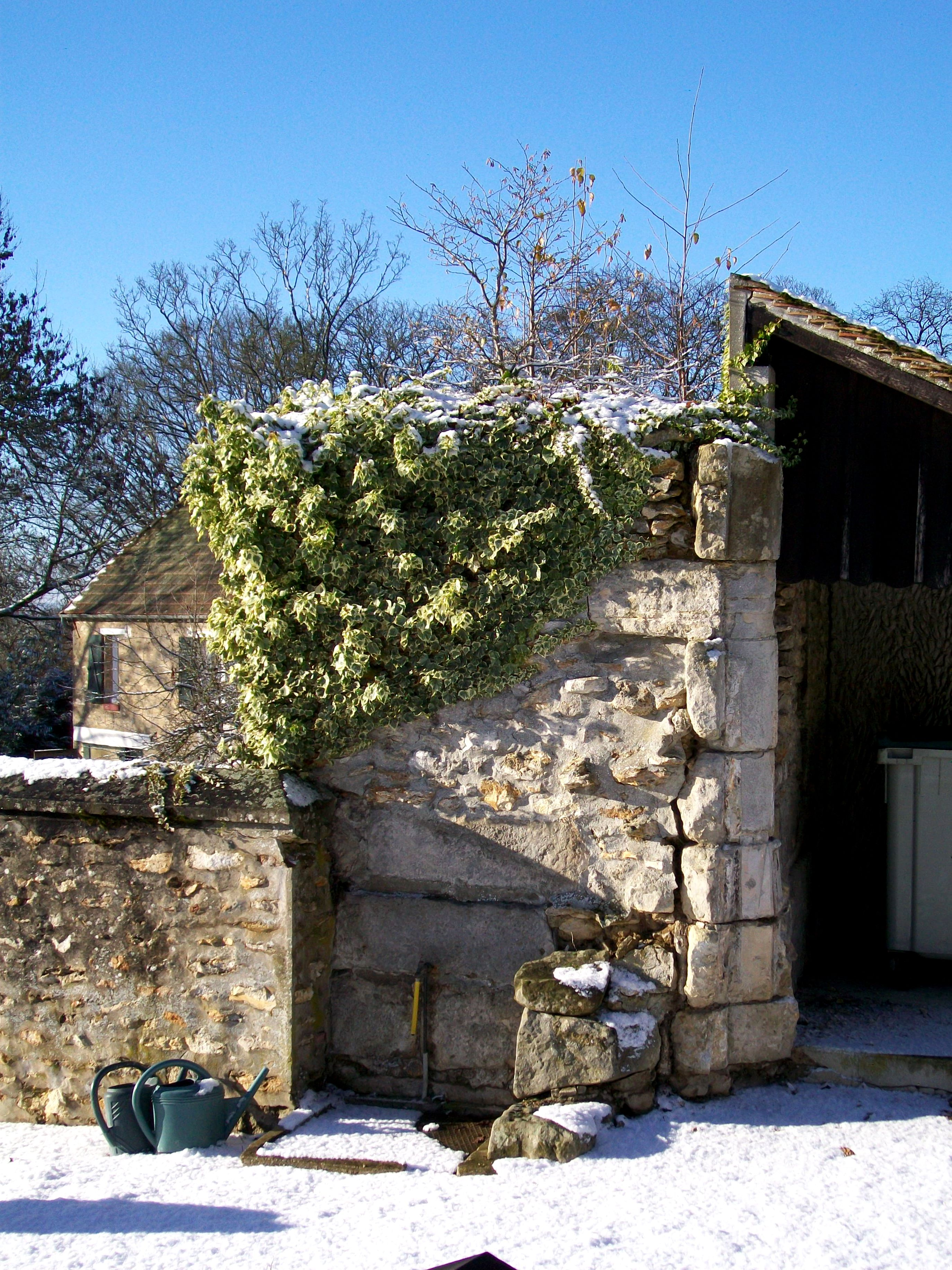
Reste der Kirche Saint-Vit

- Reste der früheren Kirche Saint-Vit (1971 abgebrochen) mit Friedhof
- Kapellen:
  - Saint-Jean, im Westen der Hügel von Montmélian gelegen, im Gelände der Domäne Montmélian
  - Saint-Michel, erstmals im 15. Jahrhundert erwähnt
  - Saint-Nicolas, erstmals im Jahr 1207 erwähnt,
  - Saint-Lazare (auch Saint-Ladre)
  - Pilgerkapelle Notre-Dame de Montmélian
- Mühle Saint-Wy, Ende des 18. Jahrhunderts erbaut
- Waschhaus von Saint-Witz
- Turm von Montmélian, Ruine der früheren Burg der Herrschaft Vernon über Montmélian, um 1200 erbaut

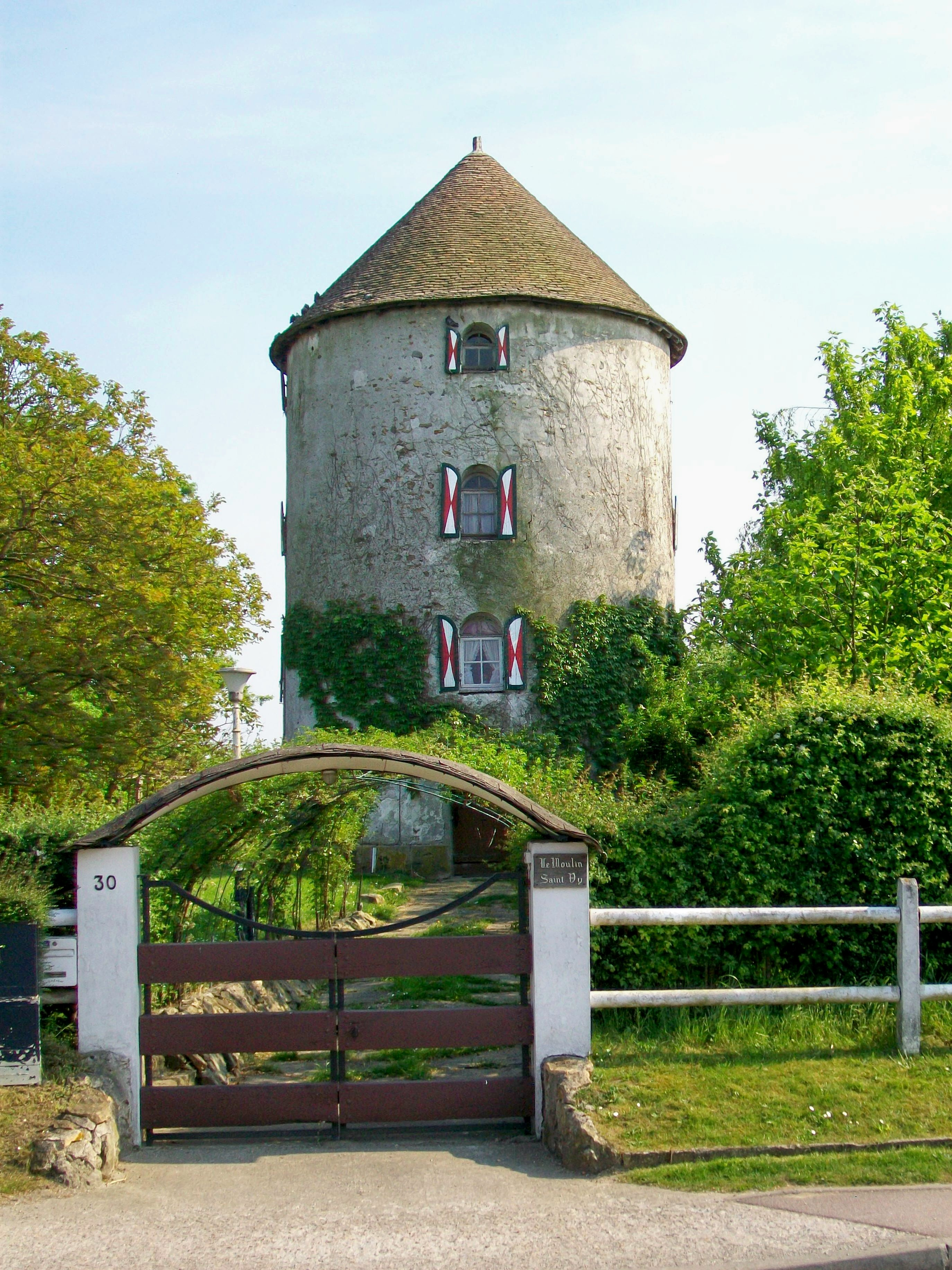
Alte Windmühle Saint-Wy